# François Manceron
Pour les articles homonymes, voir Manceron.
François Pierre Joseph Manceron, né le 21 novembre 1872 à Annecy et mort le 18 avril 1937 à Paris, est un fonctionnaire et homme politique français.

## Biographie
Licencié en droit, François Manceron commence une carrière préfectorale comme chef de cabinet du préfet du Pas-de-Calais, sous-préfet de Montreuil et secrétaire général de la préfecture du Pas-de-Calais.
Il devient en 1913 directeur de cabinet de Gabriel Alapetite, résident général de France en Tunisie, à la suite de quoi il est également adjoint du secrétaire général du gouvernement tunisien Bernard Roy. Il est ensuite rappelé en France comme préfet de la Moselle (1919-1929). Manceron revient en Tunisie en tant que résident général du 18 février 1929 au 29 juillet 1933.

## Vie privée
Sa fille, Ségolène Malleret, est résistante puis membre du cabinet de Maurice Thorez.